# الأسرة المصرية السابعة
الأسرة المصرية السابعة تعتبر أول أسرات الفترة الانتقالية الأولى في أوائل القرن الثاني والعشرين قبل الميلاد . حكمت هذه الأسرة بدأً من عام 2181 قبل الميلاد .

## ملوك الأسرة المصرية السابعة
| الاسم   | الاسم الملكي       | ملاحظات                       |
| ------- | ------------------ | ----------------------------- |
| -       | نفر كا رع الأول    | -                             |
| نـِبـي   | نفر كا رع          | -                             |
| -       | دجد كا رع شماي     | -                             |
| -       | نفر كا رع خن دو    | -                             |
| -       | -                  | بعض العلماء يضعون هنا مرن حور |
| سنفر كا | نفر كا من          | -                             |
| -       | ني كا رع           | -                             |
| -       | نفر كا رع تي رع رو | -                             |
| -       | نفر كا حور         | -                             |